# عجلات رايز
شركة رايز (Rays Co., Ltd.)
رايز هي شركة يابانية متخصصة في تصنيع العجلات عالية الأداء، وتعتبر من العلامات التجارية الرائدة في هذا المجال. 
تأسست الشركة عام 1973، ويقع مقرها الرئيسي في هيغاشي بمحافظة أوساكا، اليابان. تشتهر Rays بتطوير وتصنيع عجلات خفيفة الوزن وعالية القوة باستخدام تقنيات متقدمة، مما جعلها المفضلة لدى هواة السيارات ومحترفي رياضة السيارات على حد سواء.
التأسيس والنشأة:
- تأسست Rays في عام 1973 كجهة مصنعة لعجلات الألمنيوم، ولكنها سرعان ما ركزت على تصنيع العجلات الرياضية عالية الأداء.
- مع مرور الوقت، اكتسبت الشركة سمعة قوية لتطوير عجلات متينة وخفيفة الوزن باستخدام تقنية التشكيل بالطرق (Forging)، وهي تقنية متقدمة تزيد من متانة العجلة مع تقليل وزنها.

التقنيات المستخدمة:
تستخدم Rays تقنيتين رئيسيتين في تصنيع العجلات:
1. التشكيل بالطرق (Forging):
  - تتضمن سبع مراحل تشمل الطرق الساخن، اللف البارد، المعالجة الحرارية، التشطيب السطحي، وغيرها.
  - تُستخدم هذه التقنية لإنتاج عجلات خفيفة الوزن وقوية للغاية.
2. الصب (Casting):
  - تشمل عملية الصب أربع مراحل: الانصهار، معالجة المعدن المنصهر، الصب، والعمل الميكانيكي.
  - هذه الطريقة أكثر اقتصادية ولكنها أقل قوة مقارنة بالعجلات المشكلة بالطرق.

أهم العلامات التجارية:
1. Volk Racing:
  - العلامة التجارية الأكثر شهرة في عالم السباقات، وتشتهر بتصميماتها خفيفة الوزن وقوتها الفائقة.
2. Gram Lights:
  - عجلات مصبوبة خفيفة الوزن، تستهدف السيارات الرياضية المعدلة.
3. 57 Motor Sport:
  - عجلات رياضية مخصصة لبطولات السيارات السياحية.
4. Versus:
  - تصميمات أوروبية أنيقة تركز على السيارات الفاخرة.
5. Eco Drive Gear:
  - عجلات صديقة للبيئة وخفيفة الوزن.

شراكات وتعاونات:
- تُعتبر Rays المزود الرسمي للعجلات لفِرق السباقات التابعة لشركات نيسان، هوندا، تويوتا، ومازدا في بطولات مثل Super GT وBTCC.
- كما تزود فرق السباقات مثل Williams في فورمولا 1.
- شراكاتها تشمل برامج التعديل الخاصة مثل Nismo وSTi وRalliart.

الإنجازات والتواجد العالمي:
- تُعد Rays شركة عالمية تمتلك شبكة توزيع واسعة في اليابان وآسيا وأمريكا وأوروبا.
- ظهرت عجلاتها في أفلام شهيرة مثل The Fast and the Furious: Tokyo Drift، مما زاد من شهرتها بين عشاق تعديل السيارات.

المقر الرئيسي:
- العنوان: 2-4-7 Nagata Nishi, Higashiosaka, Osaka, Japan.
- الموقع الرسمي: https://www.rayswheels.co.jp/en/

لماذا تختار عجلات Rays؟
- جودة عالية: تصنيع باستخدام تقنيات متقدمة تضمن القوة والصلابة.
- تصميم مبتكر: تصميمات رياضية وعصرية تناسب جميع أنواع السيارات.
- خفة الوزن: تقليل الوزن دون التأثير على الأداء، مما يعزز التسارع والتحكم.
- أمان وثقة: اختبارات صارمة لضمان أعلى معايير الجودة والسلامة.